# Val Maubuée
Val Maubuée (prononcé [val mo.bɥe]) est le nom du secteur II de la ville nouvelle de Marne-la-Vallée.

## Historique
L'agglomération nouvelle de Marne-la-Vallée - Val Maubuée est créée le 11 août 1972. L'établissement public chargé de l'aménagement de la ville nouvelle de Marne-la-Vallée est créé six jours plus tard, le 17 août 1972.
Le secteur doit son nom au Maubuée, un affluent de la Marne prenant sa source dans les étangs de Croissy-Beaubourg et dont le cours a été réaménagé en une succession d'étangs durant les premières années d'aménagement de son territoire.

## Composition et situation

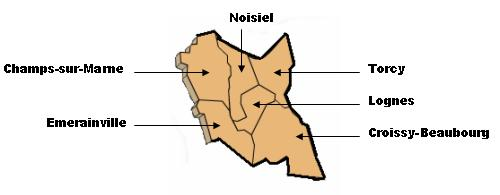
Les communes du secteur.

Six communes étaient regroupées dans la communauté d'agglomération de Marne-la-Vallée - Val Maubuée jusqu'en 2015 :
| Nom               | Code Insee | Intercommunalité              | Superficie (km2) | Population (dernière pop. légale) | Densité (hab./km2) |
| ----------------- | ---------- | ----------------------------- | ---------------- | --------------------------------- | ------------------ |
| Champs-sur-Marne  | 77083      | CA Paris - Vallée de la Marne | 7,35             | 25 052 (2015)                     | 3 408              |
| Croissy-Beaubourg | 77146      | CA Paris - Vallée de la Marne | 11,63            | 1 996 (2015)                      | 172                |
| Émerainville      | 77169      | CA Paris - Vallée de la Marne | 5,46             | 7 681 (2015)                      | 1 407              |
| Lognes            | 77258      | CA Paris - Vallée de la Marne | 3,37             | 14 021 (2015)                     | 4 161              |
| Noisiel           | 77337      | CA Paris - Vallée de la Marne | 4,35             | 15 627 (2015)                     | 3 592              |
| Torcy             | 77468      | CA Paris - Vallée de la Marne | 6,00             | 23 558 (2015)                     | 3 926              |

Située en bordure de la petite Couronne, le Val Maubuée est longé au nord par la Marne et est desservie par l'autoroute A4, la Francilienne, la ligne A du RER (stations de Lognes, Noisiel, Noisy - Champs et Torcy), la ligne E du RER (station d'Émerainville - Pontault-Combault) ainsi que l'aérodrome de Lognes-Émerainville.

## Politique et administration
| Commune           | Maire                    | Nuance politique |
| ----------------- | ------------------------ | ---------------- |
| Champs-sur-Marne  | Maud Tallet              | PCF              |
| Croissy-Beaubourg | Michel Gérès             | UMP              |
| Émerainville      | Alain Kelyor             | UMP              |
| Lognes            | Nicolas Delaunay         | PS               |
| Noisiel           | Mathieu Viskovic         | PS               |
| Torcy             | Guillaume Le Lay-Felzine | PS               |

L'aménagement du secteur du Val Maubuée est effectué par Epamarne, l'un des établissements publics d'aménagement de Marne-la-Vallée, dont le siège est à Noisiel. Étant couvert par l'aménageur, le territoire du secteur II est une opération d'intérêt national dans le cadre de l'aménagement de la ville nouvelle de Marne-la-Vallée.

## Desserte

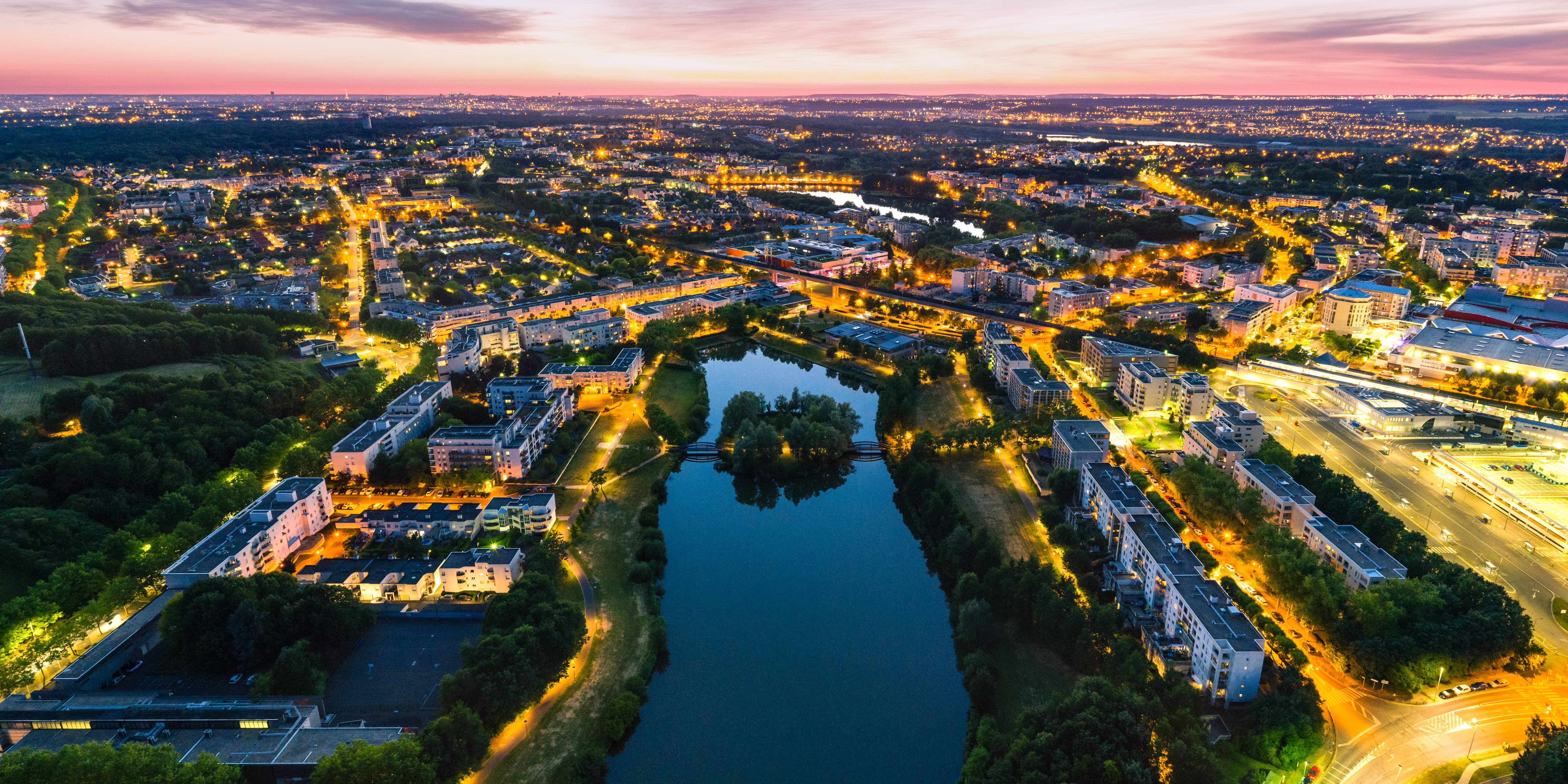
La desserte par le RER A, dont on distingue ici nettement les gares de Lognes et de Torcy, a permis un développement et une urbanisation rapide du Val Maubuée en quelques décennies seulement.

Le secteur du Val Maubuée est desservi par quatre gares du RER A, une du RER E et par la ligne P du Transilien Paris - Meaux :
- Noisy - Champs (commune de Noisy-le-Grand, à la limite du secteur I de Marne-la-Vallée), Noisiel, Lognes et Torcy sur le RER A ;
- Émerainville - Pontault-Combault sur le RER E ;
- Chelles - Gournay (commune de Chelles, au nord du secteur) sur le RER E et le Transilien P ;
- Vaires - Torcy (commune de Vaires-sur-Marne, au nord du secteur) sur le Transilien P.

Le réseau TGV est accessible par la gare de Marne-la-Vallée - Chessy, le terminus oriental du RER A (commune de Chessy, dans le secteur IV de Marne-la-Vallée).